# Digue de Wat
La digue de Wat (Wat's Dyke en anglais) est un ouvrage défensif en terre situé à la frontière entre l'Angleterre et le pays de Galles.
Longue de 62 km, la digue s'étend sur la partie nord de la frontière anglo-galloise. Elle démarre à Basingwerk, sur l'estuaire de la Dee, et s'étend jusqu'à un point situé au sud d'Oswestry, près d'un affluent de la Vyrnwy. Son tracé suit de près celui de la digue d'Offa, qui se trouve à quelques kilomètres seulement à l'ouest.
La digue de Wat n'a jamais été datée archéologiquement. Elle pourrait avoir servi de modèle à celle d'Offa, ou au contraire s'en être inspirée.